# Ganashatru
Ganashatru (bengalí গণশত্রু Gônoshotru 'Enemic del poble') és una pel·lícula índia de 1990 dirigida per Satyajit Ray. És una adaptació de l'obra de teatre de Henrik Ibsen de 1882 Un enemic del poble, i es va estrenar amb aquest títol al Regne Unit. El repartiment inclou l'actor favorit de Ray, Soumitra Chatterjee, i actors veterans com Dhritiman Chatterjee, Subhendu Chatterjee, Manoj Mitra i Ruma Guhathakurta. Ray adapta l'obra a un entorn indi: un municipi florit en el qual un temple atrau devots i turistes. Quan es descobreix un problema de salut, el doctor Ashok Gupta, interpretat per Soumitra Chatterjee, descobreix que la seva popularitat disminueix.
La pel·lícula es va projectar fora de competició al 42è Festival Internacional de Cinema de Canes.

## Argument
Ashoke Gupta, interpretat per Soumitra Chatterjee, un metge honest, diagnostica l'alarmant propagació de la icterícia entre els seus pacients. Per identificar-ne la causa, analitza l'aigua d'una part poblada de la seva vila, Chandipur. Segons l'informe, l'aigua beneïda (charanamrita) del temple de Tripureshwar, un famós temple i atracció turística de la ciutat, es troba contaminada a causa dels danys al sistema de canonades subterrànies.
El temple era la font d'ingressos per tots els polítics corruptes. Entre aquests polítics hi ha el germà petit del doctor Gupta, Nishith Gupta, interpretat per Dhritiman Chatterjee, que també és el president del municipi. Ell i altres beneficiaris del temple decideixen evitar que el metge alerti la gent.
Com a membre responsable de la societat, el metge intenta difondre el fet de la contaminació a la gent, proposant el tancament temporal del temple per depuració d'aigües. Tanmateix, el president està absolutament en contra d'aquesta idea, ja que altera els seus beneficis. No estan preparats per acceptar evidències científiques i en canvi diuen que charanamrita mai es pot contaminar perquè és sagrada.
També intenta publicar un assaig en un diari local (Janabarta) sobre el tema. Però els funcionaris corruptes suprimeixen la seva veu ja que els fets inevitablement disminuirien els ingressos del temple. El diari rebutja el seu assaig, tement la pressió política i la ràbia pública.
A mesura que avança la història, el doctor Gupta fins i tot intenta transmetre el seu missatge en una reunió pública. Malauradament, el seu germà i els seus associats l'han infiltrat i la dissolen. El president és capaç de manipular la comunitat contra els intents del metge per salvar-la. S'enfronta a una resposta d'ira generalitzada i passa de ser un líder de la societat a un enemic del poble.
El doctor Gupta perd la feina a l'hospital local i la seva filla és acomiadada del seu càrrec de professora. El propietari els demana que es mudin.
No obstant això, al final de la pel·lícula el Dr. Gupta aconsegueix justícia. La jove població culta de la ciutat li fa costat mentre la companyia de teatre del seu gendre fa campanya per ell. L'editor adjunt de Janabarta deixa la seva feina per posar-se al seu costat i enviar el seu escrit i l'entrevista als principals diaris de Kolkata.
La pel·lícula acaba quan la família Gupta decideix quedar-se a Chandipur, enmig d'un crit de "Visca el Dr. Ashok Gupta!" al seu voltant.

## Repartiment
- Soumitra Chatterjee com Ashoke Gupta
- Ruma Guha Thakurta
- Mamata Shankar
- Dhritiman Chatterjee com Nishith Gupta
- Bhishma Guhathakurta
- Deepankar De
- Subhendu Chatterjee
- Manoj Mitra

## Premis
37ns National Film Awards
- National Film Award a la millor pel·lícula en bengalí - Ganashatru